# Ephesia danilovi
Ephesia danilovi là một loài bướm đêm trong họ Noctuidae.